# Глиноликий (Вселенная DC)
1. перенаправление Глиноликий#Вне комиксов